# Giorgi Beridze
Giorgi Beridze (grúzul:  გიორგი ბერიძე; Mestia, 1997. május 12. –) grúz válogatott labdarúgó, az Újpest játékosa, csatár.

## Pályafutása

### Klubcsapatokban
Beridze a grúz Zesztaponi akadémiáján nevelkedett. 2015-ben szerződtette őt a belga élvonalbeli Gent együttese. A 2018-2019-es szezonban az Újpest FC játékosa volt kölcsönben a KAA Gent csapatától.
A szezon végén visszatért Belgiumba, ahol egy idényen keresztül a Lokeren csapatát erősítette. 2020-ban az Újpest végleg leigazolta őt. 2022. május 25-én jelentették be, hogy a török Ankaragücü csapatába szerződött. 2023. szeptember 11-én élvonalbeli csapata bejelentette, hogy felbontotta Beridze szerződését, egy nappal később a török másodosztályú Kocaelisporba igazolt. 2025. január 31-én szerződést bontottak vele. 2025. február 14-én ismét visszatért Újpestre.

### A válogatottban
Többszörös grúz utánpótlás-válogatott labdarúgó. A felnőtt válogatottban 2018. június 1-én egy Málta elleni barátságos mérkőzésen debütált. 2023. március 28-án szerezte meg első gólját a válogatottban, Mongólia ellen.

## Statisztika

### A válogatottban
| Grúzia   | Grúzia | Grúzia |
| Év       | Mérk.  | Gólok  |
| -------- | ------ | ------ |
| 2018     | 2      | 0      |
| 2019     | —      | —      |
| 2020     | —      | —      |
| 2021     | 2      | 0      |
| 2022     | 2      | 0      |
| 2023     | 2      | 1      |
| 2024     | —      | —      |
| 2025     | 2      | 0      |
| Összesen | 10     | 1      |

### Mérkőzései a grúz válogatottban
| #   | Dátum              | Ellenfél              | Eredmény | Kiírás              | Esemény |
| --- | ------------------ | --------------------- | -------- | ------------------- | ------- |
| 1.  | 2018. június 1.    | Málta                 | 1 – 0    | barátságos mérkőzés | 68'     |
| 2.  | 2018. június 5.    | Luxemburg             | 0 – 1    | barátságos mérkőzés | 46'     |
| 3.  | 2021. március 25.  | Svédország            | 0 – 1    | VB selejtező        | 78'     |
| 4.  | 2021. március 28.  | Spanyolország         | 1 – 2    | VB selejtező        | 71'     |
| 5.  | 2022. március 25.  | Bosznia-Hercegovina   | 1 – 0    | barátságos mérkőzés | 75'     |
| 6.  | 2022. november 17. | Marokkó               | 0 – 3    | barátságos mérkőzés | 78'     |
| 7.  | 2023. március 25.  | Mongólia              | 6 – 1    | barátságos mérkőzés | 71' 88' |
| 8.  | 2023. március 28.  | Norvégia              | 1 – 1    | EB selejtező        | 90+3'   |
| 9.  | 2025. június 5.    | Feröer                | 1 – 0    | barátságos mérkőzés | 64'     |
| 10. | 2025. június 8.    | Zöld-foki Köztársaság | 1 – 1    | barátságos mérkőzés | 77'     |

## Sikerei, díjai
Újpest
- Magyar kupagyőztes: 2020–21